# Campana (Kalabrien)
Campana ist eine italienische Gemeinde in der Provinz Cosenza in der Kalabrien mit 1435 Einwohnern (Stand 31. Dezember 2023).
Campana liegt ca. 50 km Luftlinie ostnordöstlich von Cosenza.
Die Nachbargemeinden sind: Bocchigliero, Mandatoriccio, Pallagorio (KR), Pietrapaola, Savelli (KR), Scala Coeli, Umbriatico (KR) und Verzino (KR).

## Söhne und Töchter der Gemeinde
- Luigi Renzo (* 1947), Bischof von Mileto-Nicotera-Tropea